# Adeodato Malatesta
Adeodato Malatesta (Módena, 14 de mayo de 1806-ídem, 24 de diciembre de 1891) fue un pintor italiano que desarrolló su carrera principalmente en los estados preunitarios del centro de la península italiana en el segundo y tercer tercio del siglo XIX.

## Biografía
Nacido del matrimonio formado por el capitán de guardias del duque Hércules III de Módena, Giuseppe Malatesta y su mujer Carlota Montessori. Inició su formación en la Real Academia Atestina de Bellas Artes de Módena, tras percibir en él su familia una inclinación a la pintura. En la Academia coincidiría con el que sería su compañero y posteriormente cuñado, Bernardino Rossi. Junto a este último perfeccionará su formación en Florencia, en la Imperial y Real Academia de Bellas Artes bajo la dirección de Pietro Benvenutti y Giuseppe Bezzuoli.
En 1829 vuelve a Módena, donde le son realizados diversos encargos de importancia como San Francisco recibiendo los estigmas para la iglesia de San Francisco de la ciudad. En 1830 viaja a Roma pensionado por el soberano de Módena, el duque Francisco IV. Esta pensión le es suspendida por su relación con Ciro Menotti y medios de la carbonería. En 1833 se instala en Venecia, donde recibe múltiples encargos, especialmente religiosos. Permanece en Venecia hasta 1837 cuando gracias a su creciente fama, le es concedida una pensión de Francisco IV de Módena para su estancia en la Ciudad Eterna. En 1839 vuelve a Módena para hacerse cargo de la dirección de la Real Academia de Bellas Artes de Módena, continuando en esta ciudad con la realización de grandes encargos tanto religiosos, como oficiales.
Tras la incorporación de Módena al reino de Cerdeña (después reino de Italia), Malatesta permanece en el circuito oficial, siendo presidente de las academias reunidas de Módena, Parma y Bolonia (hasta su separación en 1877) y posteriormente director de la Galería Estense (1882)
Muere en Módena el 24 de diciembre de 1891.

## Galería

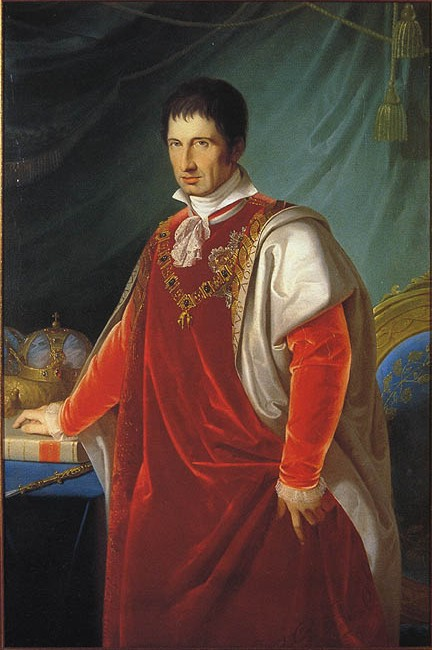
Retrato del duque Francisco IV de Módena (1831)

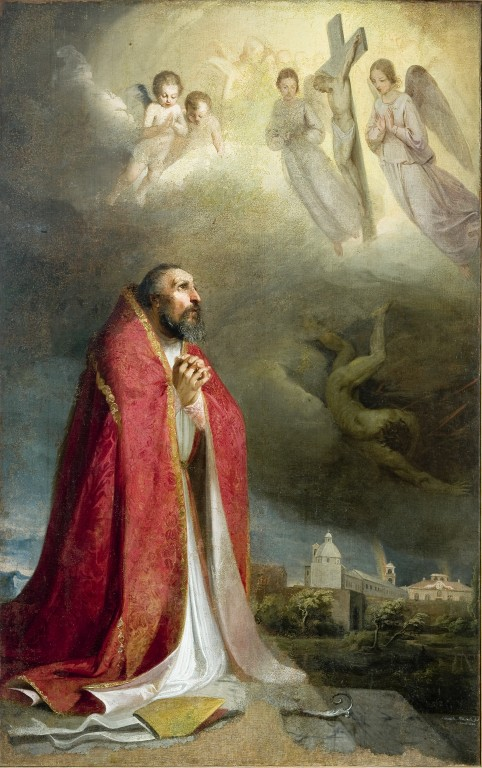
San Posidonio (hacia 1841)

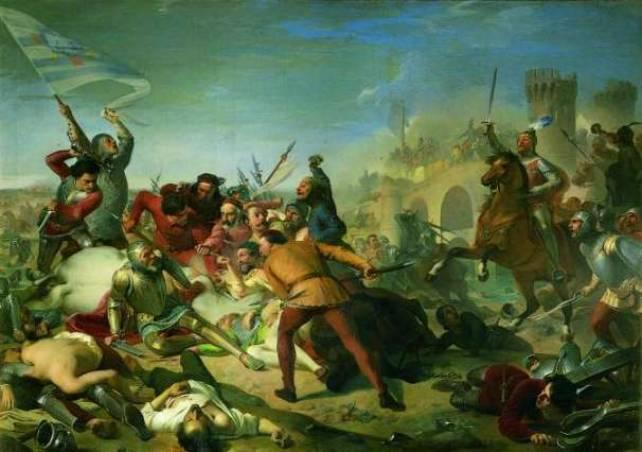
La derrota de Ezzelino da Romano (1859)

## Órdenes y cargos

### Órdenes
- 1856: Caballero de la Orden del Águila Estense.[2][3]

### Cargos

#### Ducado de Módena
- Real Academia de Bellas Artes de Módena.[3]
  - 1839-1861: Director.[3]
  - Miembro actual.[3]
- Socio actual de la Real Academia de Ciencias Letras y Artes de Módena.[4]
- Miembro de la Diputación de Ornato de la ciudad de Módena.[5]

#### Otros
- Socio de arte de la Imperial y Real Academia de Bellas Artes de Venecia.[3]

## Listado de referencias
1. 1 2 3 4 5  «MALATESTA, Adeodato in "Dizionario Biografico"». www.treccani.it (en it-IT). Archivado desde el original el 4 de diciembre de 2015. Consultado el 17 de mayo de 2019.
2. ↑  Almanacco di corte (en italiano). Eredi Soliani. 1858. Consultado el 17 de mayo de 2019.
3. 1 2 3 4 5  Almanacco di corte (en italiano). Eredi Soliani. 1858. Consultado el 17 de mayo de 2019.
4. ↑  Almanacco di corte (en italiano). Eredi Soliani. 1858. Consultado el 17 de mayo de 2019.
5. ↑  Almanacco di corte (en italiano). Eredi Soliani. 1858. Consultado el 17 de mayo de 2019.

- Datos: Q3605257
- Multimedia: Adeodato Malatesta / Q3605257